# Anomalurus pusillus
L'anomaluro nano o anomaluro minore (Anomalurus pusillus Thomas, 1887) è un mammifero roditore della famiglia degli Anomaluridi.

## Distribuzione
Con sette sottospecie sinora censite, la specie è diffusa in Africa centrale, dal Gabon ed al Camerun meridionale fino alla sponda settentrionale del lago Tanganica: una popolazione isolata si trova anche in Liberia occidentale.
Il suo habitat naturale sono le foreste pluviali primarie, nell'ambito delle quali vive sugli alberi più vecchi ed alti.

## Descrizione

### Dimensioni
Misura fino a 25 cm di lunghezza, cui si sommano una quindicina di cm di coda: queste misure (non esistono dati per quanto riguarda il peso) ne fanno la specie più piccola del genere Anomalurus.

### Aspetto
La colorazione del pelo ha solitamente sfumature che vanno dal grigio-giallastro al grigio scuro sul dorso, con sfumature giallastre su ventre, posteriore e coda: quest'ultima ha solitamente la punta nerastra. La testa è invece di colore grigio. Sulle zampe sono presenti peli allungati, che ricoprono le dita e le unghiette ricurve. Sul terzo prossimale inferiore della coda sono presenti due file parallele di sei scaglie cornee ciascuna. Come le altre specie congeneri, anche l'anomaluro minore possiede un patagio.

## Biologia
Si tratta di animali principalmente notturni, che durante il giorno riposano in coppie od occasionalmente in gruppetti di 5-6 individui nella cavità dei tronchi d'albero: occasionalmente esemplari isolati possono porsi lungo i tronchi verticali durante il giorno (principalmente durante le prime ore del mattino o nel tardo pomeriggio), per fare bagni di sole. Durante la notte l'animale si muove perlopiù solitario od in coppie, planando di albero in albero alla ricerca di cibo.

### Alimentazione
Si tratta di animali erbivori, che si nutrono principalmente di corteccia e frutti.

### Riproduzione
Poco o niente si sa circa le modalità riproduttive di questa specie, che tuttavia non differiscono probabilmente di molto da quelle delle altre specie congeneri, se non nei tempi probabilmente minori.